# Ecma International
Ecma International er en europæisk organisation for standardisering af blandt andet informations- og kommunikationssystemer.
Ecma International fik dette navn i 1994, da European Computer Manufacturers Association (ECMA) ændrede til denne betegnelse for at synliggøre sig internationalt.
ECMA blev grundlagt i 1961 med formålet at standardisere computer- og kommunikationssystemer i Europa. Medlemskab er åbent for firmaer, der producerer, markedsfører og udvikler nævnte.
Ecma International er for nuværende ansvarlig for forskellige standarder, blandt andet:
- C# – programmeringssprog, kaldet C Sharp. Præcisering af C++.
- CLI – Common Language Infrastructure, åben Microsoft kode, som blandt andet danner kernen i Microsoft .NET Framework.
- ECMAScript – programmeringssprog, som er i familie med JavaScript og JScript.
- Eiffel (programmeringssprog) – analyse- og konstruktions og programmeringssprog.